# Jeff Bourne
Jeff Bourne, all'anagrafe Jeffrey Albert Bourne (Linton, 19 giugno 1948 – 31 luglio 2014) è stato un calciatore inglese, di ruolo attaccante.

## Carriera
Gioca fino al febbraio del 1971 nei semiprofessionisti del Burton Albion, per poi esordire tra i professionisti all'età di 23 anni con il Derby County, nella prima divisione inglese, con cui conclude la stagione giocando 2 partite. Dopo due stagioni in cui non scende mai in campo in incontri di campionato torna a giocare nella stagione 1974-1975, durante la quale realizza 7 reti (le sue prime in carriera tra i professionisti, all'età di 26 anni) in 19 presenze. L'anno seguente esordisce invece nelle competizioni UEFA per club, mettendo a segno 2 reti in 5 presenze in Coppa UEFA, a cui aggiunge anche 2 reti in 17 partite di campionato, vincendolo per la seconda volta in carriera. Nella stagione 1975-1976 oltre a vincere il Charity Shield segna un gol in 4 partite in Coppa dei Campioni (competizione nella quale i Rams raggiungono i quarti di finale) e gioca 4 partite senza mai segnare in campionato.
Nel 1976 gioca in prestito ai Dallas Tornado, club della NASL, con cui segna 15 reti in 22 presenze, venendo anche nominato tra i NASL All-Stars; terminato il prestito torna a giocare con il Derby County, con cui nella stagione 1976-1977 gioca 7 partite in campionato ed una partita in Coppa UEFA. Nella parte successiva della sua carriera gioca principalmente nella NASL, con vari club, trascorrendo però anche due ulteriori stagioni in patria (10 reti in 32 presenze in seconda divisione con il Crystal Palace nella stagione 1977-1978 ed 11 reti in 26 presenze in terza divisione con lo Sheffield Utd nella stagione 1979-1980).
In carriera ha totalizzato complessivamente 131 presenze e 35 reti nei campionati della Football League.

## Palmarès

### Club

#### Competizioni nazionali
- Campionato inglese: 2

Derby County: 1971-1972, 1974-1975
- Charity Shield: 1

Derby County: 1975